# Prosopantrum acrostichale
Prosopantrum acrostichale är en tvåvingeart som beskrevs av Papp 1999. Prosopantrum acrostichale ingår i släktet Prosopantrum och familjen myllflugor.
Artens utbredningsområde är Nigeria. Inga underarter finns listade i Catalogue of Life.